# 설명자
설명자(說明子, 영어: descriptor)는 화학 명명법에서 분자의 입체배치나 입체화학을 설명하는 계통명 앞에 표기하는 접두사이다. 아래에 나열된 일부 설명자는 역사적 관심만 있을 뿐이며 국제 순수·응용 화학 연합(IUPAC)의 최신 권장 사항과 일치하지 않기 때문에 더 이상 출판물에서 사용해서는 안된다. 입체설명자는 화학 구조를 모호하지 않고 명확하게 식별하기 위해 위치표시자와 함께 사용되는 경우가 많다.
일반적으로 계통며의 시작 부분에 위치하는 설명자는 알파벳순 정렬에서 고려되지 않는다.

## 입체배치 설명자

### 시스, 트랜스

이중 결합을 포함하는 왼쪽의 시스형인 말레산과 오른쪽의 트랜스형인 푸마르산의 구조

고리 시스템에서 시스 이성질체(왼쪽)와 트랜스 이성질체(오른쪽)

설명자인 시스(cis) (라틴어로 "이쪽에"라는 의미) 및 트랜스(trans) (라틴어로 "뒤집어", "~저편에"라는 의미)는 화학적 입체배치를 설명하기 위해 다양한 맥락에서 사용된다.

## 같이 보기
- 입체화학
- 입체배치